# O'Neal Ridge
O'Neal Ridge är en bergstopp i Antarktis. Den ligger i Östantarktis. Nya Zeeland gör anspråk på området. Toppen på O'Neal Ridge är 2 018 meter över havet, eller 31 meter över den omgivande terrängen. Bredden vid basen är 0,75 km.
Terrängen runt O'Neal Ridge är bergig västerut, men österut är den kuperad. Trakten är obefolkad. Det finns inga samhällen i närheten.